# Kloster Bildhausen

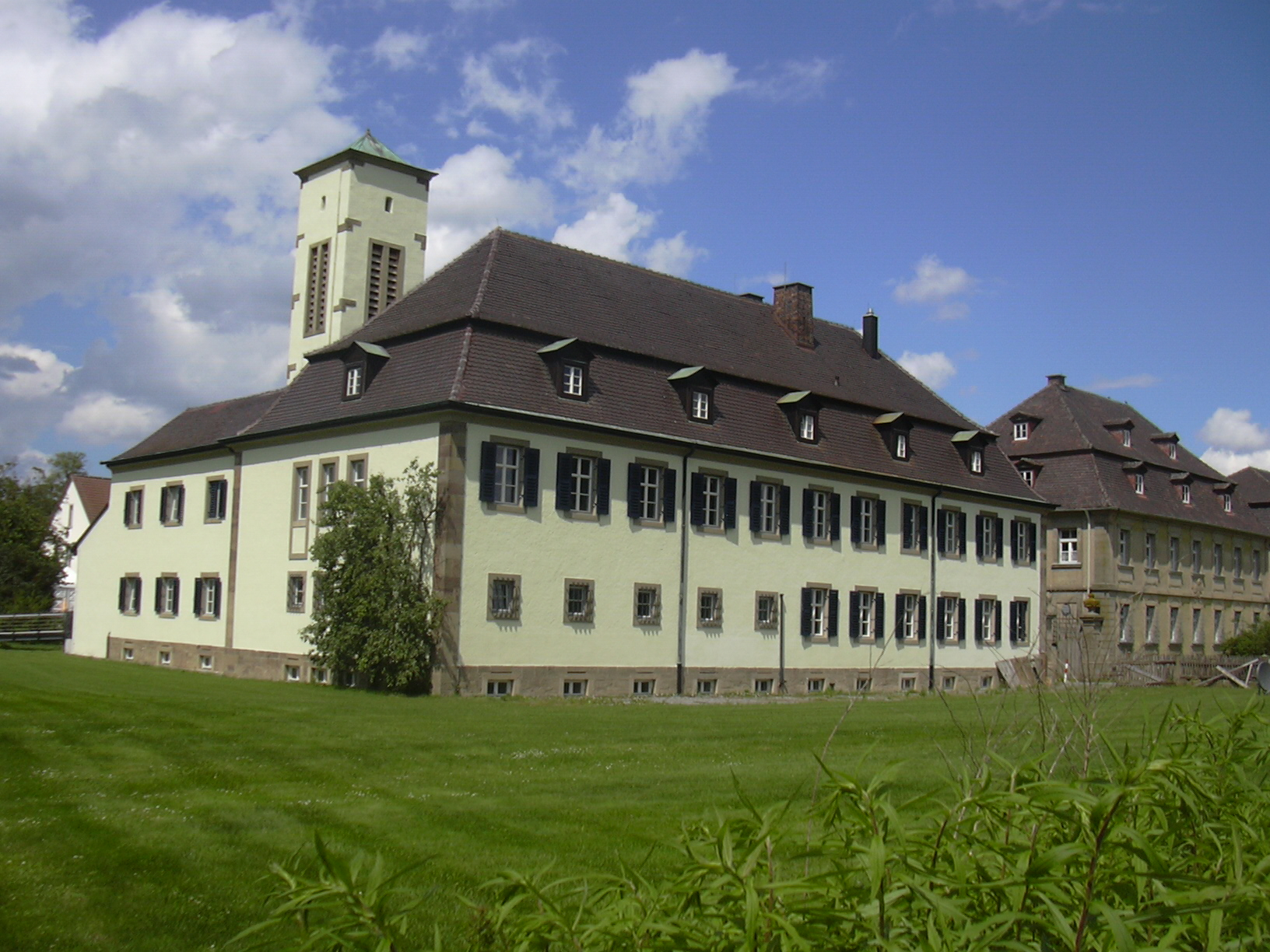
Kloster Maria Bildhausen

Das Kloster Bildhausen (auch Kloster Maria Bildhausen; lat. Abbatia Bildhusa und ähnlich) ist eine ehemalige Zisterzienserabtei bei Münnerstadt in Bayern in der Diözese Würzburg. Es liegt in einer teilweise bewaldeten Hügellandschaft am Ostrand der Rhön. Durch Maria Bildhausen führt der Fränkische Marienweg. Das Kloster Bildhausen ist zugleich  ein Gemeindeteil von Münnerstadt.

## Geschichte
Das der heiligen Bilhildis geweihte Kloster, daher der Name Bil(hil)d(is)h(a)usen, wurde 1156 durch Hermann von Stahleck gestiftet und am 12. Februar 1158 von Zisterzienser-Mönchen aus dem Kloster Ebrach im Steigerwald besiedelt. Hermann war der Sohn und Erbe des Goswin von Stahleck, Graf von Höchstadt und Bildhausen, der durch Heirat seinen Hauptsitz auf die mittelrheinische Burg Stahleck, oberhalb von Bacharach, verlegt hatte. Durch seine Ehe mit Gertrud von Schwaben, der Tochter des Herzogs Friedrich I., wurde Graf Hermann ein Schwager des ersten Stauferkönigs Konrad III. und Onkel Kaiser Friedrich Barbarossas. Konrad ernannte ihn 1142 zum Pfalzgrafen bei Rhein. Kurz vor seinem Tod 1156 stiftete der kinderlose Hermann das Kloster und wurde 1158 aus Ebrach in den inzwischen fertiggestellten Chor der Bildhäuser Abteikirche umgebettet. Die Burg der Bildhäuser Grafen soll auf einem Hügel östlich des Klosters gestanden haben, auf dem später eine den Aposteln Petrus und Paulus geweihte Kapelle stand, die nach 1803 abgebrochen wurde.
Bis 1525 hatte das Kloster eine erste Blütezeit, gekennzeichnet von reichen Erwerbungen und Schenkungen. Im deutschen Bauernkrieg brachte der sogenannte Bildhäuser Haufen, der regionale Zusammenschluss aufständischer Bauern und Bürger, der Abtei zwischen Ostern und Pfingsten 1525 Verwüstung und Plünderung. Zwischen 1552 und 1555, im so genannten Zweiten Markgrafenkrieg, erlitt das Kloster weitere schwerste Schäden an seinem Vermögen und an den Gebäuden. Der dritte Einbruch war der Dreißigjährige Krieg, der Restaurierungen in der Zeit von Abt Michael Christ (1582) zunichtemachte.
Im 17. und 18. Jahrhundert fanden Wiederaufbauarbeiten statt, die der Klosteranlage, wie sie sich in ihren erhaltenen Teilen noch darbietet, im Wesentlichen ihr Gesicht verliehen. Den Anfang dieser Erneuerungen machte Abt Robert Metzel von 1675 bis 1689.
Das Kloster wurde 1803 im Zuge der Säkularisation aufgelöst; letzter Abt war Nivard Schlimbach. 
1826 wurde die Basilika mit ihrem gestaffelten Fünfapsidenchor bis auf die Grundmauern abgerissen, ebenso der Kreuzgang, die Torkapelle und der Gästebau. Spolien der Kirche und Teile ihrer Ausstattung finden sich unter anderem in den Kirchen von Happertshausen, Kleinwenkheim, Leubach, Reyersbach, Schönau und Wechterswinkel. Nach Happertshausen wurde die barocke Kanzel mit den Figuren der vier Evangelisten und einem später von Johann Joseph Keßler auf den Schalldeckel gesetzten, lebensgroßen auferstandenen Christus verbracht, zudem ein mächtiger barocker (Sakristei)Schrank, vielleicht auch das Oberteil eines Epitaphs. In der Pfarrkirche von Wechterswinkel steht der 1679/80 vom Würzburger Bildhauer Philipp Preuss geschaffene Hochaltar. Weitgehend ungeklärt ist das Schicksal der Klosterbibliothek. Der Grabstein des Klostergründers Pfalzgraf Hermann von Stahleck sollte vor dem Abbruch in die nahe gelegene Burg Salzburg gebracht werden, wobei er zerbrach und seitdem verschollen ist.
1818 kaufte die Mennonitenfamilie Muselmann eine Hälfte des Klosterguts. Im Jahr 1827 lebten dort 45 Mitglieder einer Mennoniten-Brüder-Gemeinschaft, die bis zum Ende des Jahrhunderts alle nach Amerika ausgewandert sind. 
1897 erwarb Dominikus Ringeisen die Klosteranlage. In die erhaltenen Gebäude zogen Schwestern der St. Josefskongregation aus Ursberg ein und errichteten 1929 eine Behinderteneinrichtung. 
Im November 1954 wurde auf Betreiben des damaligen Verwalters Alfons Maria Wirsing der Gemeindeteil Bildhausen durch Beschluss der Bayerischen Staatsregierung in Maria Bildhausen umbenannt. 
Seit 1996 wird die Einrichtung für Menschen mit Behinderungen von der kirchlichen Stiftung Dominikus-Ringeisen-Werk weitergeführt.

## Liste der Äbte (Auszug)
(Quelle: )
| 32. | Valentin II. Reinhard     | –1574     | aus Mellrichstadt                            |
| 33. | Valentin III. Steinmüller | 1574–1581 | aus Mellrichstadt, abgesetzt                 |
| 34. | Michael Christ            | 1581–1618 | aus Mellrichstadt; zweite Blüte des Klosters |
| 35. | Georg Kihn                | 1618–1639 | aus Würzburg; Dreißigjähriger Krieg          |
| 36. | Valentin IV. Hendinger    | 1639–1675 | aus Langendorf; Dreißigjähriger Krieg        |
| 37. | Robert Metzel             | 1675–1689 | aus Volkach                                  |
| 38. | Friedrich Agricola        | 1689–1703 | aus Würzburg                                 |
| 39. | Augustin Stapf            | 1703–1731 | aus Wermerichshausen                         |
| 40. | Engelbert Klöpfel         | 1731–1754 | aus Weichtungen                              |
| 41. | Bonifaz Geßner            | 1754–1770 | aus Großwenkheim; Siebenjähriger Krieg       |
| 42. | Edmund Martin             | 1770–1786 | aus Neustadt an der Saale                    |
| 43. | Nivard Schlimbach         | 1786–1803 | aus Althausen; Aufhebung des Klosters        |

## Dominikus-Ringeisen-Werk Maria Bildhausen
Das Dominikus-Ringeisen-Werk unterhält als Einrichtung der Behindertenhilfe
- Wohneinrichtungen in Maria Bildhausen,
- Wohneinrichtungen in Bad Königshofen, Münnerstadt und Bad Brückenau,
- eine Werkstatt für behinderte Menschen in Maria Bildhausen und Münnerstadt,
- eine Förderstätte in Maria Bildhausen und Bad Brückenau,
- Ambulante und Offene Hilfen in den Landkreisen Bad Kissingen und Rhön-Grabfeld sowie
- eine Tagesförderstätte für Menschen mit Autismus in Aschaffenburg.

Die Wohnangebote am Standort Maria Bildhausen betreuen als Wohnheim, Wohnpflegeheim und Fachpflegeeinrichtung erwachsene Menschen mit geistiger Behinderung. In 13 Wohngruppen stehen 150 Plätze zur Verfügung.
Zu den Dezentralen Wohnangeboten gehören zwei Wohneinrichtungen mit 27 Plätzen in Bad Königshofen, zwei Wohneinrichtungen 24 Plätzen in Münnerstadt sowie eine Wohneinrichtung mit 24 Plätzen in Bad Brückenau.
In der Werkstatt für behinderte Menschen (WfbM) mit 210 Beschäftigten werden in den Bereichen industrielle und manuelle Fertigung, Eigenproduktion und Dienstleistungen Menschen mit Behinderungen beschäftigt. Es gibt einen Berufsbildungsbereich zur Heranführung an das Arbeitsleben innerhalb eines Zeitraums von bis zu zwei Jahren sowie Praktikums- und Ausbildungsmöglichkeiten in Hauswirtschaft, Klostergasthof, Zentralküche, Gärtnerei und Klosterladen. Bei entsprechender Eignung können die Werkstattbeschäftigten nach der Anlernphase Arbeit in diesen Bereichen oder auf ausgelagerten Arbeitsplätzen erhalten.
Ambulant Begleitetes Wohnen (ABW) wird in den Sozialräumen Münnerstadt, Bad Königshofen und Bad Brückenau angeboten.

## Sehenswürdigkeiten
Von der ehemaligen Klosteranlage sind heute die folgenden Gebäude erhalten:
- Der ehemalige Abtei- und Syndikatsbau entstand im Jahre 1625 unter Abt Georg Kihn als Ersatz für die kriegszerstörten Vorgängerbauten im Stil der Renaissance. Der Bau besteht aus der Kanzlei mit Renaissancegiebel und Erker an der Südseite, verbunden mit dem älteren viereckigen Archivturm an der Ostseite (entstanden  Ende des 16. Jahrhunderts) und der nach Norden sich anschließenden Kanzlei. Das Innere (Treppenhaus mit reichem Stuckwerk und Abtswohnung im Obergeschoss mit Rokokodekor) geht auf Abt Bonifaz Geßner (zweite Hälfte des 18. Jahrhunderts) zurück.

- Für die neuen Konventgebäude St. Maria (17. und 18. Jahrhundert) wurden Teile der Bausubstanz des Erstbaus aus dem 12. Jahrhundert verwendet.

- Das Sockelgeschoss des achteckigen, fünfgeschossigen Treppenturms aus dem frühen 17. Jahrhundert im Stil der Renaissance stammt noch vom mittelalterlichen Bau. Er steht heute allein, war aber früher mit dem nicht mehr vorhandenen Refektorium verbunden.

- Der Gartenpavillon, erbaut 1766, gehört ebenfalls in die Ära Bonifaz Geßner.

- Das Torhaus (Eingangspforte) wurde im frühen 13. Jahrhundert errichtet. Die gotische Madonna kam um 1380 dazu, nachgotische Fenster noch später. Schließlich 1788 vom letzten Abt des Klosters, Nivardus Schlimbach, renoviert.

- Ebenfalls vom letzten Abt stammen Sommerresidenz und Wirtschaftsgebäude am heutigen Golfplatz.

- Von der 1826 abgerissenen Klosterkirche, die auf Abt Georg Kihn (17. Jahrhundert) zurückging, ist nichts mehr vorhanden. Die 17 Barockaltäre, die die Kirche einst besaß, sind auf verschiedene Kirchen der Region verteilt; 4 sind verschollen. Eine permanente Ausstellung mit Fotografien und Begleitmaterial im erhaltenen Untergeschoss des ehemaligen Gästebaus (Kaisersaal) dokumentiert die Recherchen des früheren Gutsverwalters Alfons Maria Wirsing (verstorben 1986) über diese Altäre, nachdem die Akten, die im Staatsarchiv Würzburg geführt wurden, beim Bombenangriff auf Würzburg am 16. März 1945 verbrannt sind.

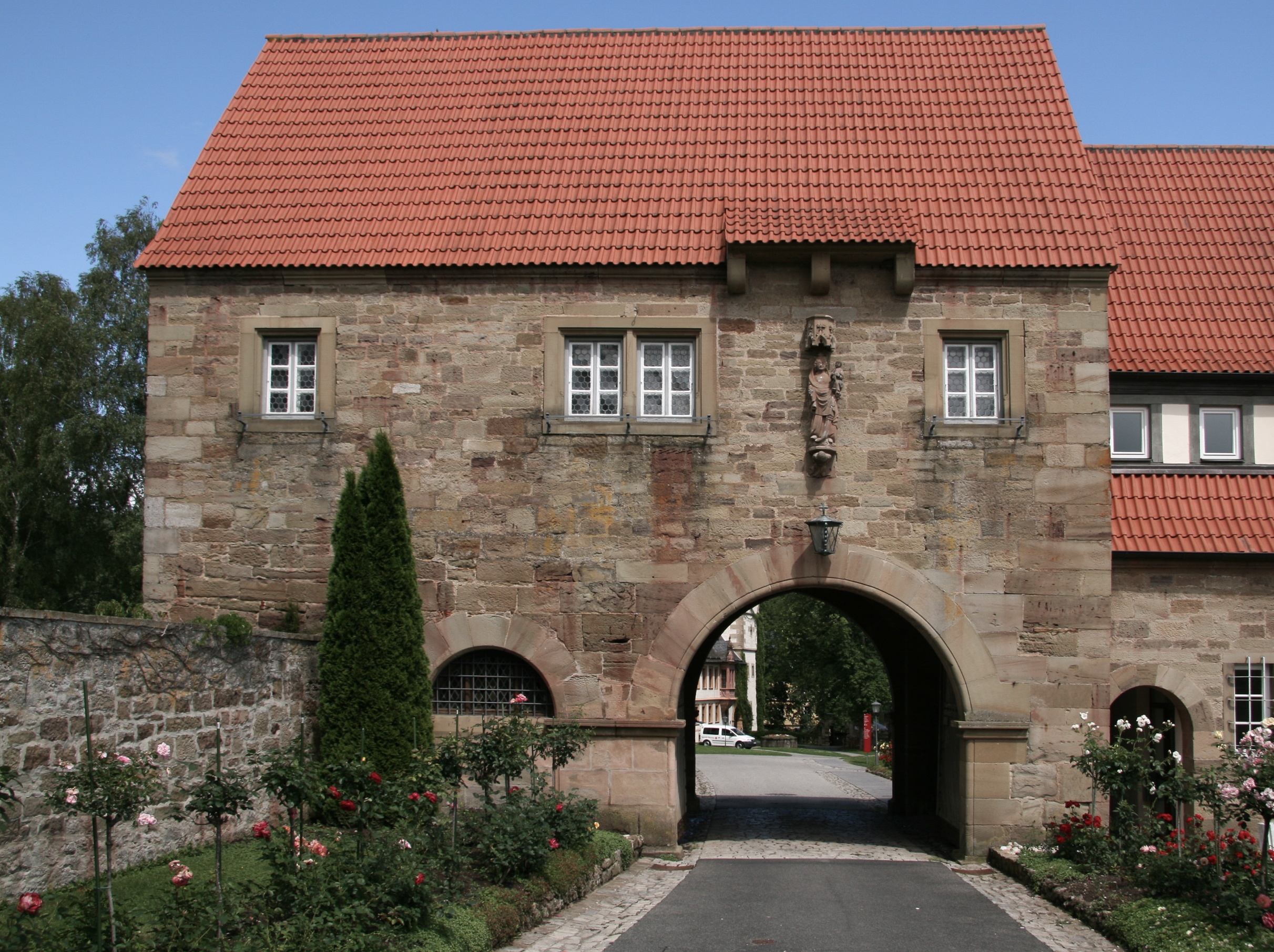
Torhaus, frühes 13. Jh., gotische Marienfigur um 1380; von Abt Schlimbach 1788 renoviert
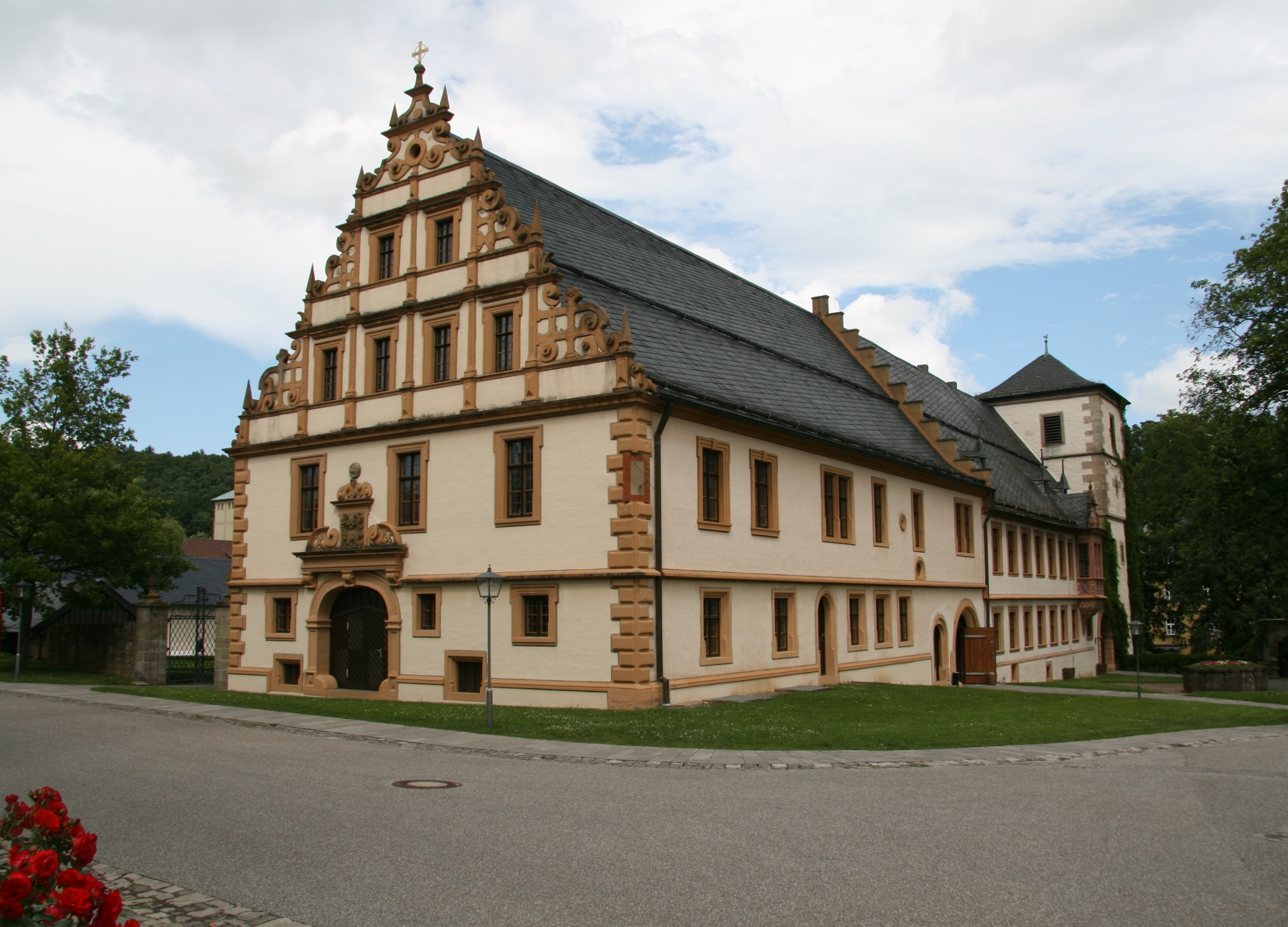
Abtei- und Syndikatsbau, 1625 erbaut als Prälatenwohnung von Abt Georg Kihn
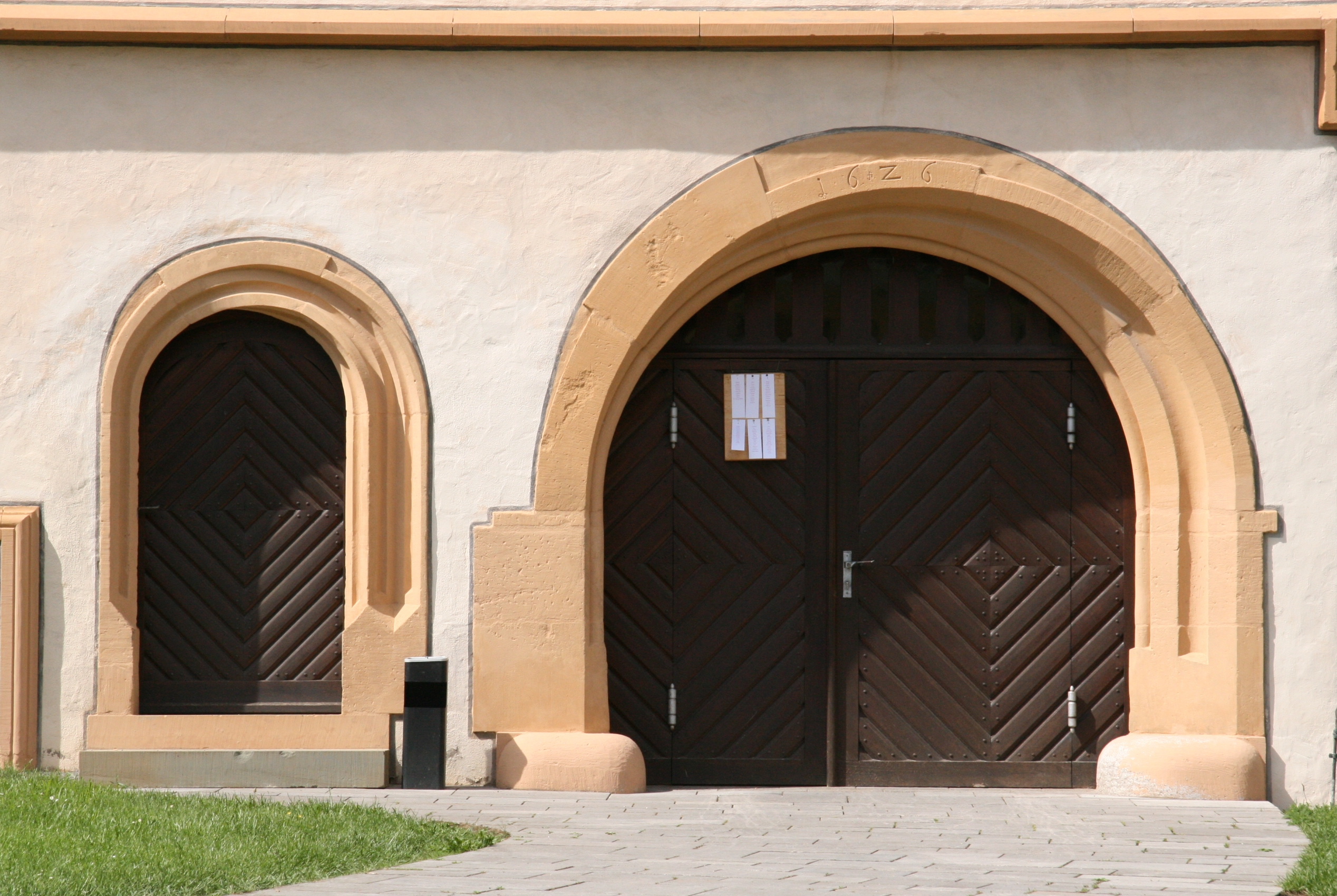
Detail Abtei- und Syndikatsbau
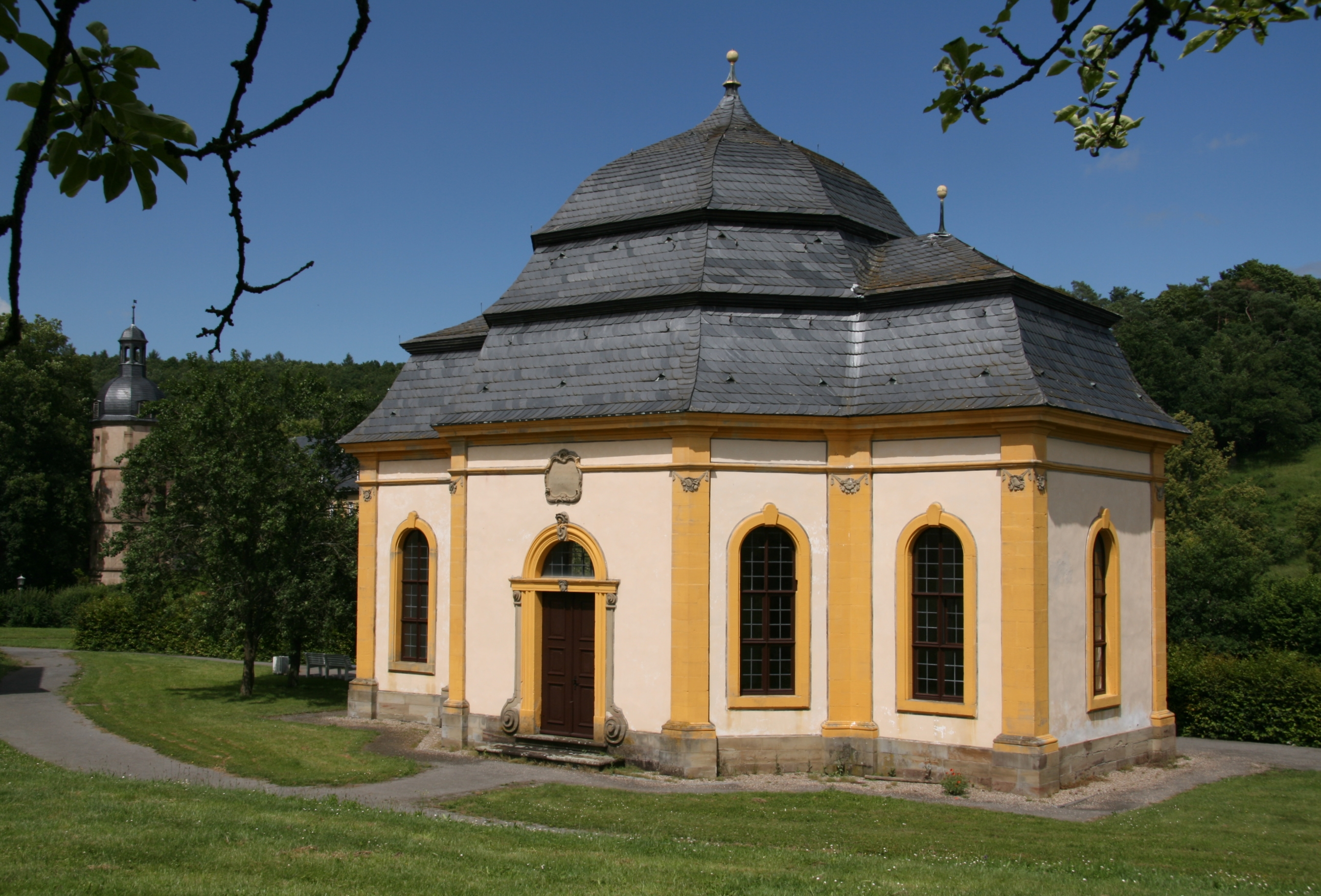
Gartensalett des Abtes Bonifaz Geßner, erbaut 1765/66
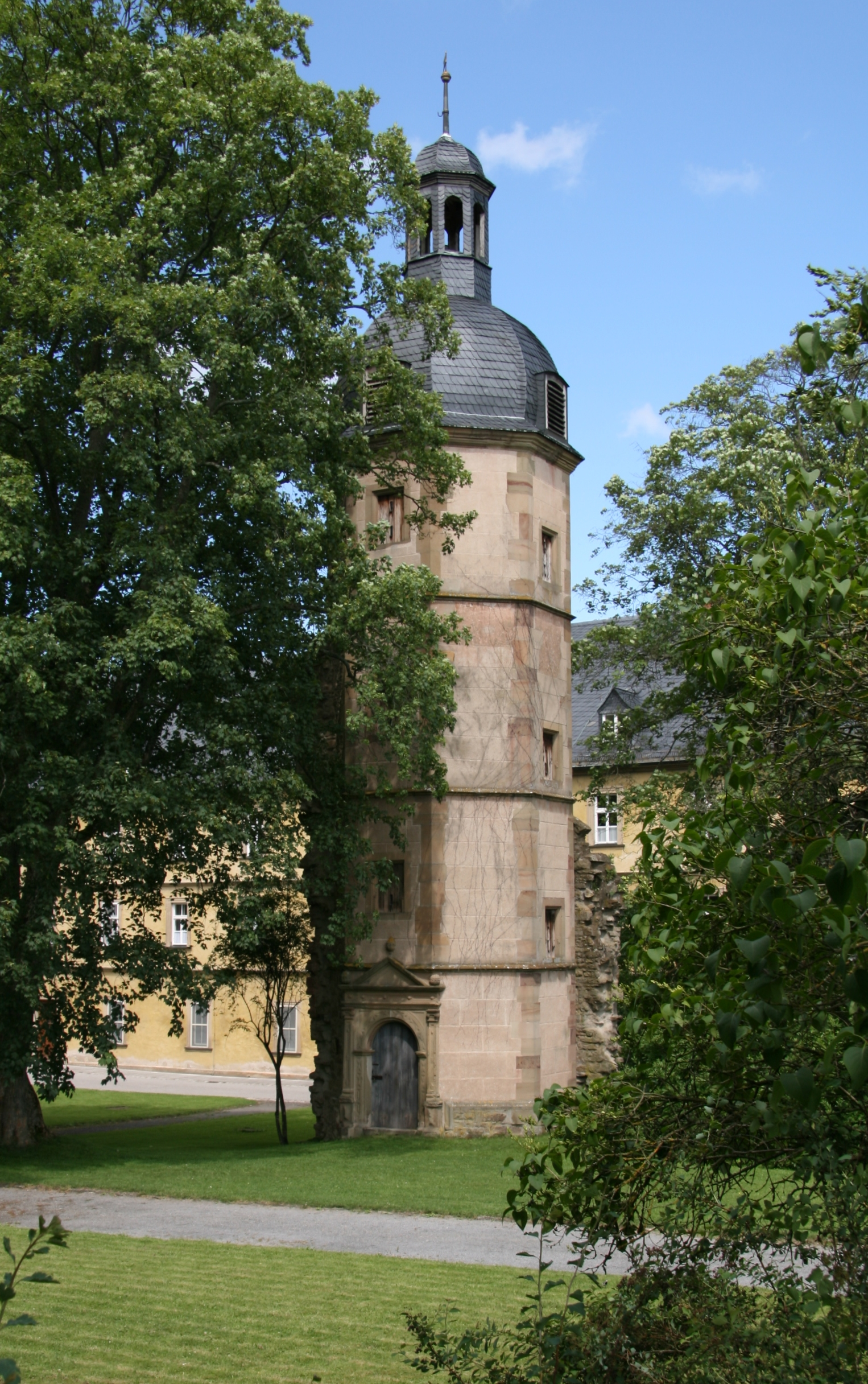
Treppenturm, 1454, einst mit Konventbau, Kreuzgang und Refektorium verbunden
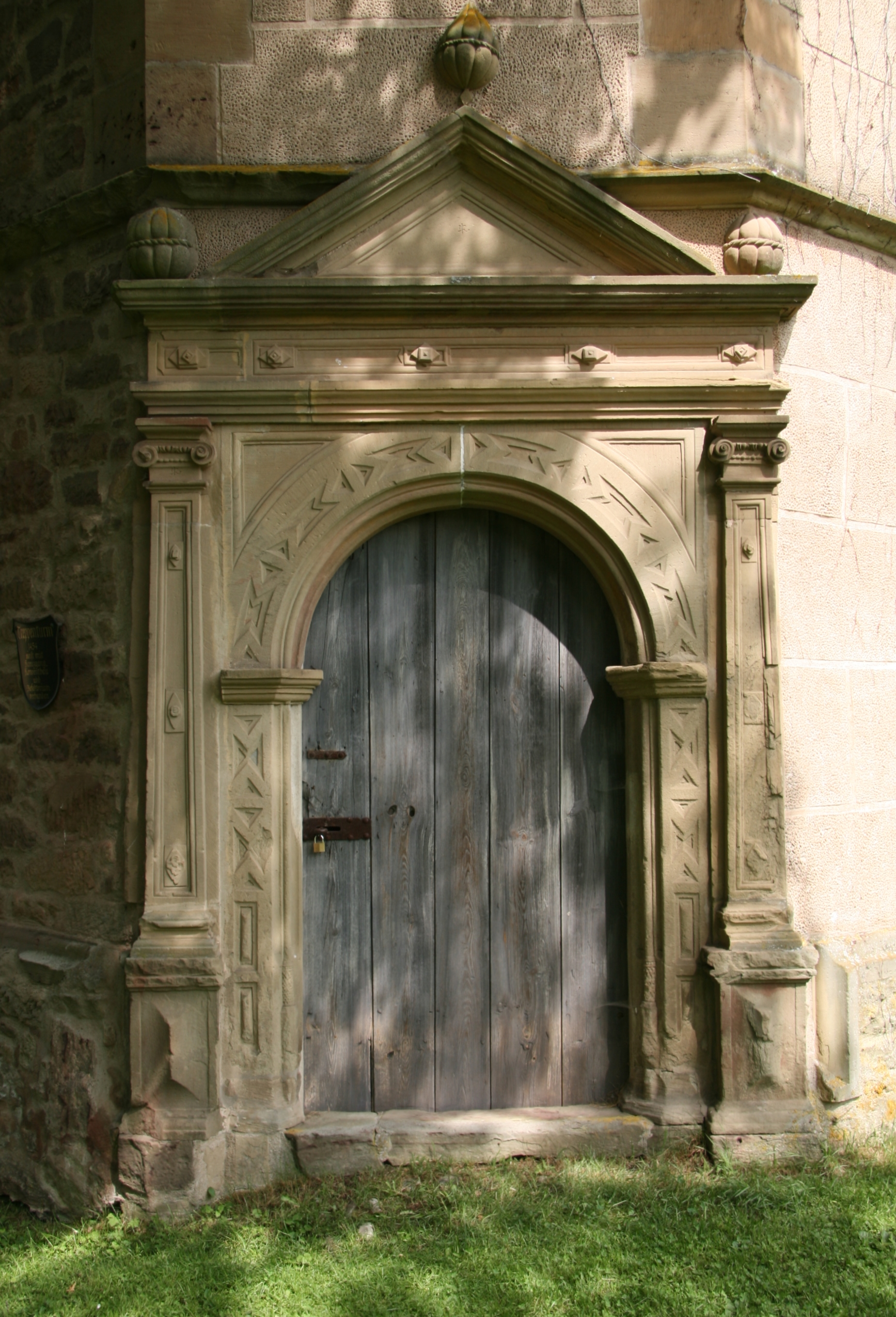
Detail Treppenturm
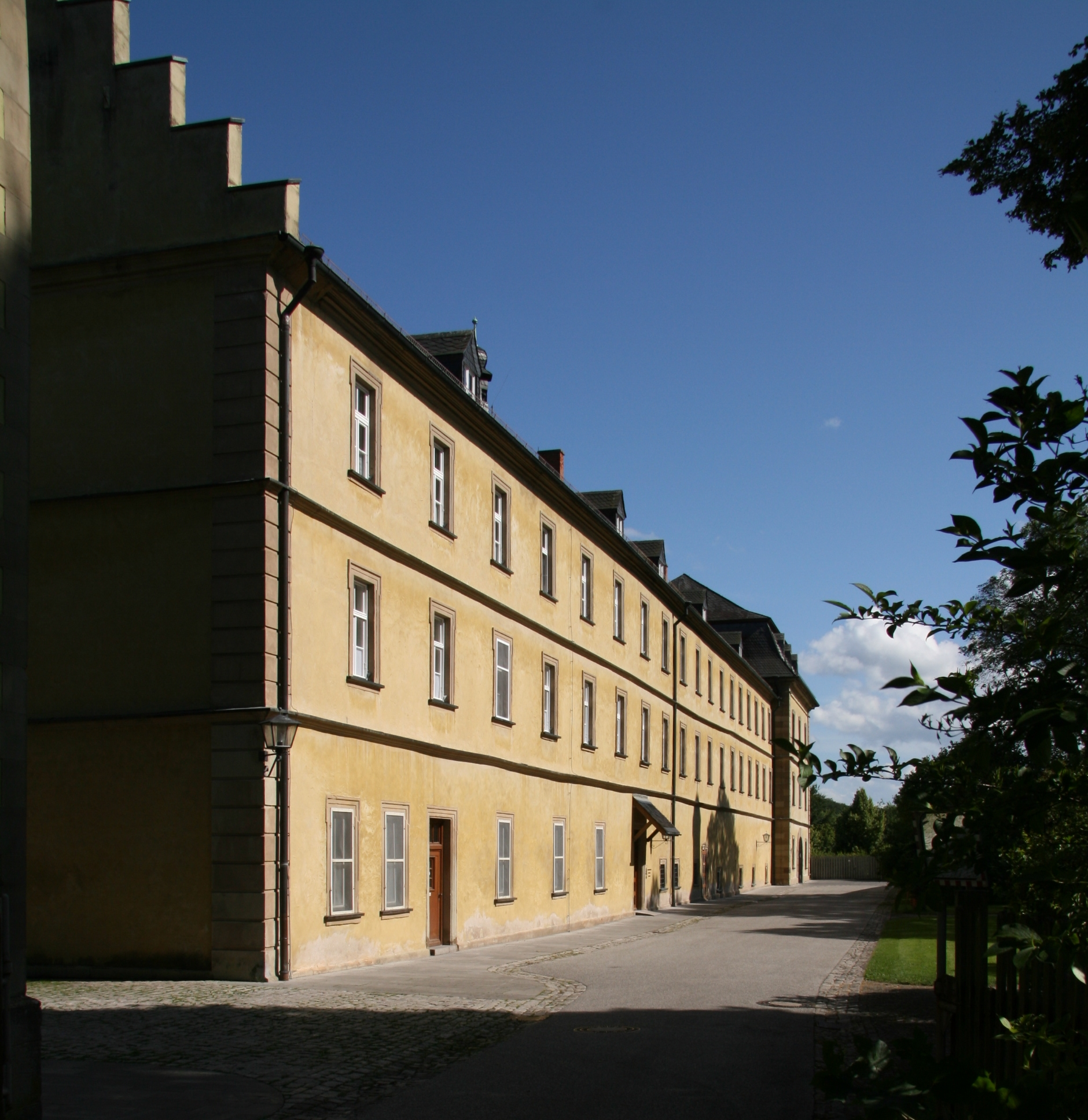
Konventbau St. Maria, im Kern 1165, überformt und erweitert im 17. und 18. Jahrhundert
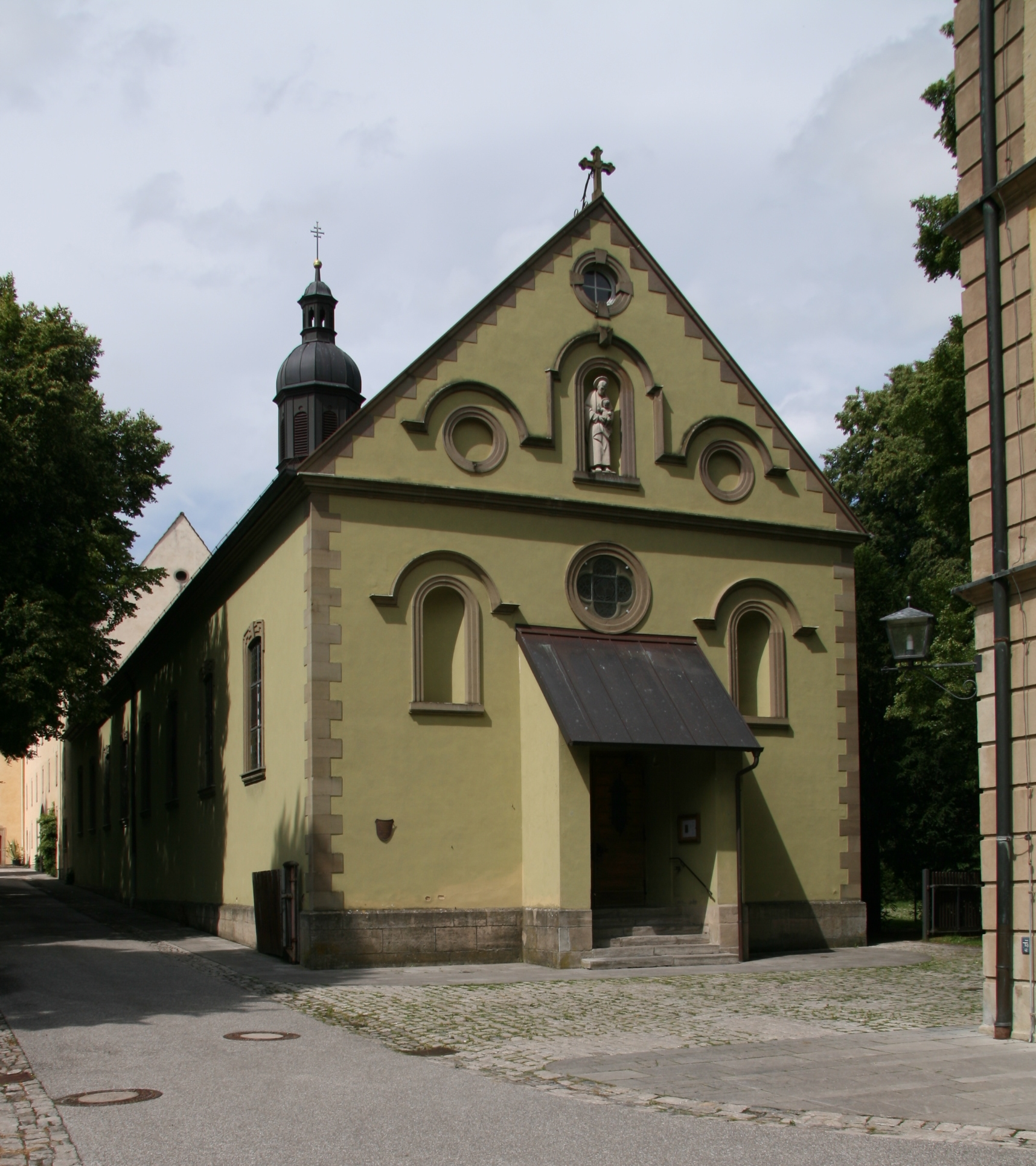
Als Klosterkirche diente den Ursberger Schwestern die um 1900 überformte ehemalige Sepultur.

## Gastronomie
Es gibt einen Klostergasthof sowie ein Restaurant am Golfplatz.

## St.-Josefs-Kongregation
Am 23. Juni 2017 verließen die letzten drei Schwestern das Kloster und zogen ins Mutterhaus nach Ursberg. Am 12. Juli 2020 wurde der letzte Seelsorger, Pallottiner-Pater Gottfried Scheer SAC, verabschiedet, einen Nachfolger wird es nicht geben.
Die landwirtschaftlichen Flächen, soweit sie heute noch als solche genutzt werden, wurden im Sommer 2009 verpachtet und danach auf biologischen Landbau umgestellt. Lokale Erzeugnisse sind Apfelsaft, Liköre und Schnäpse.
Auf weiteren 138 Hektar früher ebenfalls landwirtschaftlich genutzter Areale wurde 1992/1993 ein Golfplatz angelegt; die Sommerresidenz und Wirtschaftsgebäude des Abtes Schlimbach wurden teilweise renoviert bzw. erneuert. Betreiber ist der Golfclub Maria Bildhausen e. V. Auf dem 18-Loch-Platz blieben Teile der natürlichen Feld- und Wiesenlandschaft erhalten, zusätzliche Teiche und Pflanzungen wurden angelegt. Mit einer Ausdehnung von zwölf Kilometern ist der Golfplatz doppelt so weitläufig wie eine Anlage durchschnittlicher Größe; die Länge der Fairways ist davon nicht betroffen.